# Sint-Michaëlkerk (Eindhoven)
De Sint-Michaëlkerk was een rooms-katholieke parochiekerk aan de Clovislaan 193 in de buurt Hagenkamp in het Eindhovense stadsdeel Gestel.

## Geschiedenis
De kerk werd gebouwd in 1959 en gewijd op 16 mei van dit jaar. Architect was Jan Strik. Het betrof een lage, doosvormige zaalkerk in modernistische stijl, opgebouwd uit geprefabriceerde houten elementen. Het gebouw was bedoeld als noodkerk, maar kreeg uiteindelijk een meer permanente bestemming. De kerk was voorzien van een losstaande metalen klokkentoren die echter -omdat de kerk gelegen was tussen twee flatgebouwen- in 1980 alweer werd afgebroken. Ook werden er enkele glas-in-loodramen aangebracht. Op 3 oktober 2004 werd de kerk onttrokken aan de eredienst.